# 圖里夫卡 (科留科夫卡區)
51°52′8″N 32°13′52″E / 51.86889°N 32.23111°E

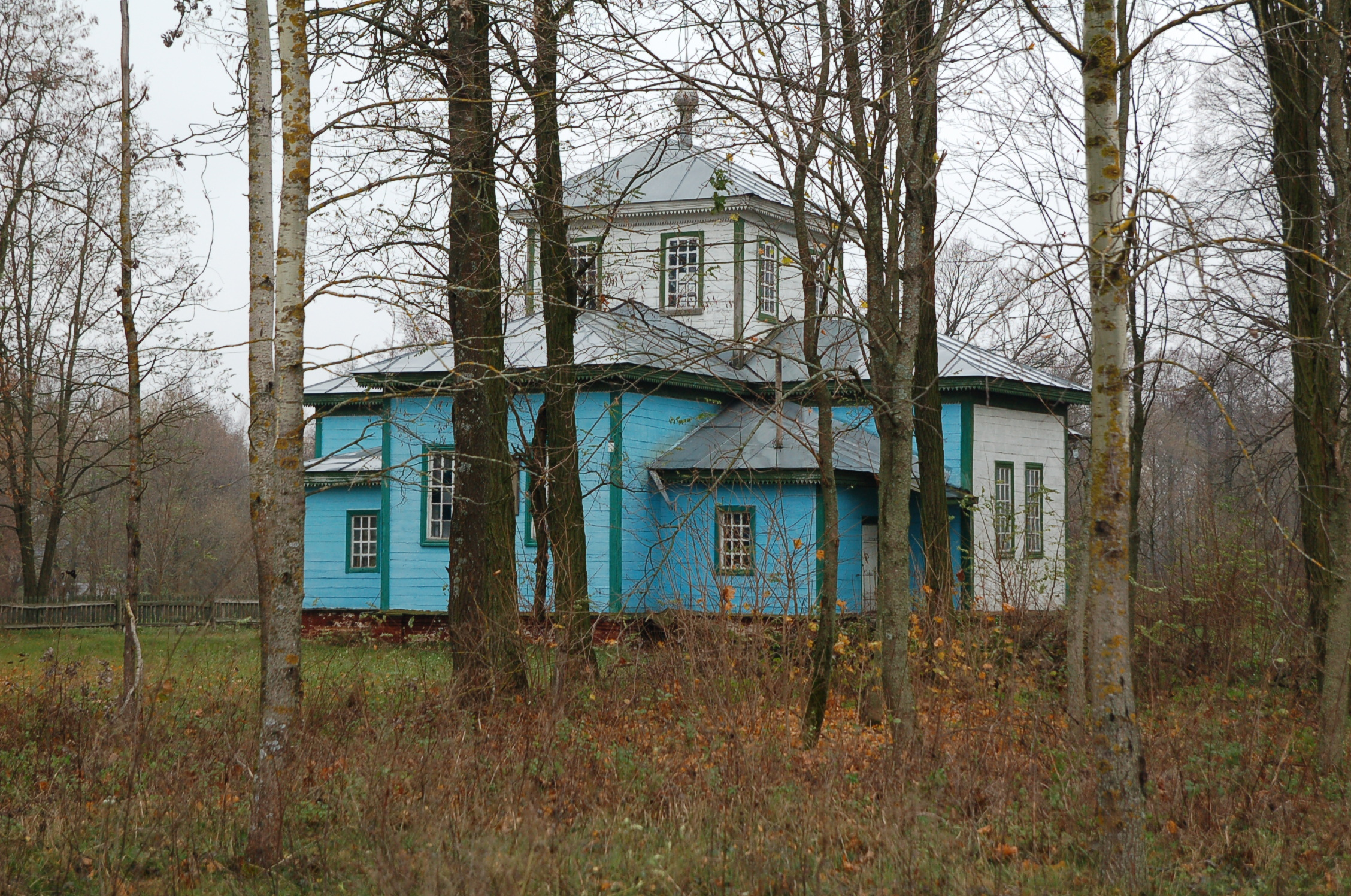

圖里夫卡（烏克蘭語：Турівка），是烏克蘭北部的村莊，隸屬切爾尼希夫州的科留基夫卡區。該村面積0.99平方公里，海拔高度132米，2015年人口81，人口密度每平方公里82.1人。